# Rosie Huntington Whiteley
Rosie Alice Huntington-Whiteley (ur. 18 kwietnia 1987 w Plymouth w Anglii) – brytyjska supermodelka i aktorka filmowa.

## Dzieciństwo
Urodziła się jako córka instruktorki fitness Fiony z domu Jackson oraz geodety Charlesa Huntington-Whiteleya. Ma dwoje młodszego rodzeństwa: brata Toby’ego i siostrę Florence. Tak jak Rosie, oboje rozpoczęli karierę w modelingu. Jej praprapradziadek sir Herbert Huntington-Whiteley, Pierwszy Baronet był politykiem, natomiast praprababka była polską Żydówką. Wychowywała się na farmie w Plymouth (Anglia).

## Kariera

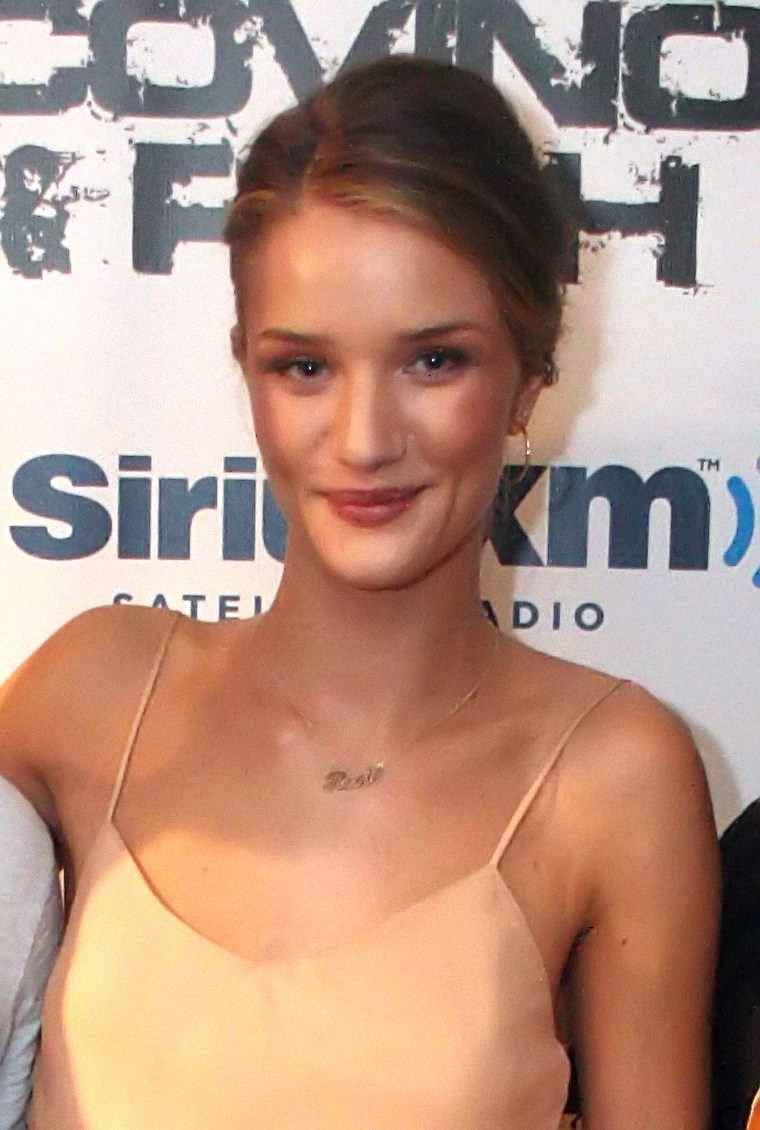

### Modeling
Debiutowała w 2003 roku jako 16-latka, występując w reklamie jeansów Levi’s. W styczniu 2004 roku udała się do Nowego Jorku na swoją pierwszą sesję dla Teen Vogue. Wiosną tego samego roku zaliczyła debiut na wybiegu obok Naomi Campbell. W latach 2006–2011 związana była z marką bieliźnianą Victoria’s Secret, będąc w ostatnich dwóch latach współpracy, jednym z aniołków. W 2010 roku wzięła udział w sesji zdjęciowej do kalendarza Pirelli, którego autorem zdjęć był Terry Richardson. W marcu 2010 roku wzięła udział w sesji zdjęciowej do brytyjskiego wydania magazynu Vogue. Brała również udział do sesji zdjęciowych takich magazynów jak Harper’s Bazaar, Elle Girl i Teen Vogue. Współpracowała m.in. z takimi markami jak: Balmain, Givenchy, Louis Vuitton, Ralph Lauren, Topshop.

### Aktorstwo
W 2011 roku pojawiła się w filmie Transformers 3, w którym zagrała Carly Spencer u boku Shia LaBeouf. W 2015 roku w kinach pojawił się film Mad Max: Na drodze gniewu, gdzie Rosie zagrała u boku Charlize Theron i Toma Hardy’ego

## Życie prywatne
W latach 2007–2009 była w związku z synem Rona Wooda (gitarzysty The Rolling Stones) – Tyronem. Od 2010 roku jest związana z brytyjskim aktorem Jasonem Stathamem. W styczniu 2016 roku para pojawiła się wspólnie na gali Złotych Globów, gdzie ogłosiła swoje zaręczyny. 9 lutego 2017 roku para ogłosiła na Instagramie, że spodziewają się pierwszego dziecka. 24 czerwca 2017 na świat przyszedł syn Rosie i Jasona – Jack Oscar Statham.